# اندیس چاله کفتر
چاله کفتر یک اندیس فلزی است که در حوالی شهر معلمان استان سمنان قرار دارد و مادهٔ معدنی موجود در آن، مس است. سنگ میزبان این اندیس داسیت/اندزیت است.